# سینمای اندونزی
سینمای اندونزی به صنعت فیلمسازی در کشور اندونزی اشاره دارد. سینما در اندونزی در سال ۱۹۰۰ ظهور و بروز یافت و در ۲ دهه اول قرن بیستم عمدتاً فیلم‌های کوتاه خبری تولید شد

## پیشینه
در سال ۱۹۲۶ اولین فیلم بومی محصول کشور اندونزی به نام آخرین لوتانگ به کارگردانی یک فیلم‌ساز هلندی به نام هیو ولدورپ ساخته شد. نکته مهم و تاریخی این فیلم حضور بازیگران بومی با ملیت اندونزیایی است.
سینمای اندونزی همچون دیگر هنرهایش به دلیل استعمار و اشغال اراضی آن توسط کشوهای هلند، آلمان و ژاپن در طی قرن‌ها به لحاظ فرهنگی از این کشورها تأثیر پذیرفته بود. تا سالهای دهه سوم قرن بیستم، فیلمسازان هلندی و آلمانی در اندونزی به کار مشغول بودند. ژاپنی‌ها نیز تا ۱۹۴۹ در این کشور فعالیت سینمایی داشتند. نقطه عطف سینمای اندونزی شروع جشنواره فیلم اندونزی در سال ۱۹۵۵ بود. پس از آن در دهه ۶۰ که بیش از یک دهه از استقلال اندونزی می‌گذشت، چند فیلمساز اندونزیایی شروع به ساخت آثار بومی کردند که اسمار اسماعیل بیش از دیگران چهره شد. مبارزان راه آزادی محصول ۱۹۶۱ به کارگردانی او که در آن استقلال اندونزی را روایت کرد، در چندین جشنواره معتبر خارجی شرکت داشت.

## سینمای مدرن
دهه ۸۰ و ۹۰ سینمای اندونزی مدرن شد و با تأسیس جشنواره بین‌المللی فیلم جاکارتا، بومی‌سازی و در کنار آن تعامل با دیگر کشورهای صاحب سینما به نقطه مثبتی رسید.
از سال ۲۰۰۰ به این‌سو سیاست فرهنگی دولت در زمینه سینما بویژه برای آثاری که به قصد اکران در آسیای جنوب شرقی، هند و پاکستان ساخته می‌شوند، تغییر کرد و برای این گونه تولیدات کمک‌های زیادی از سوی دولت برای بخش خصوصی در نظر گرفته شد.

## آمار و ارقام
سرانه تولید فیلم در اندونزی در حال حاضر حدود ۷۸ فیلم بلند سینمایی است و مخاطبین سینمای این کشور سالانه حدود ۳۲ میلیون نفر برآورد شده‌است. تعداد سینماها در این کشور نیز ۷۷۷ سالن سینما گزارش شده‌است.